# Українська національна колонія у Маньчжурії

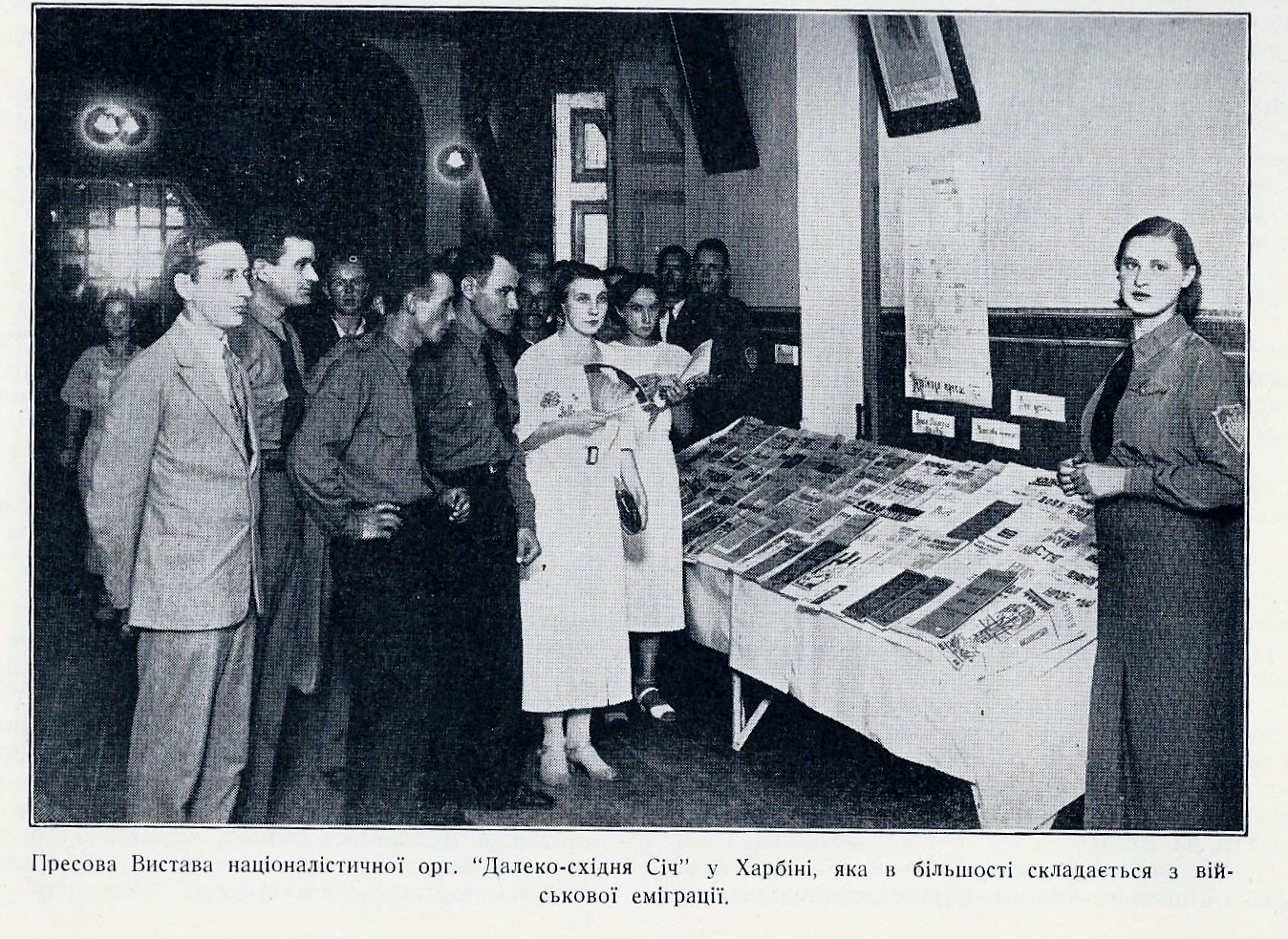
Пресова вистава націоналістичної організації «Далекосхідна Січ» м. Харбін.

Українська національна колонія у Маньчжурії (інша назва Українська національна колонія у Харбіні) — єдиний український національний центр на Далекому Сході в 1935—1945 роках, що мав консолідувати та об'єднувати всі українські організації та захищати інтереси українських емігрантів.

## Історія організації
Українська національна колонія була створена у 1935 році об'єднаними зусиллями Української Національної Громади, Союзу Українських Емігрантів, Спілки Української Молоді, товариства «Просвіта» та ще декількох організацій. У своїй діяльності була обмежена умовами, що їй виставляла Маньчжоу-Го (васально залежна від Японії).
Відразу до ради Колонії увійшли Дмитро Барченко, Микола Білий, Іван Селюк, Юрій Рой, Микола Самарський, Федір Богдан, Максим Нетребенко, Василь Федоренко.
Восени 1936 року окупаційне японське керівництво почало згортати демократичні засади, на яких спочатку існувала організація. Принцип виборності голови був відкинутий, начальником колонії був призначений Ю. Рой, заступником — В. Кулябко-Корецький. Наступного року у Маньчжурії були заборонені всі українські організації за виключенням УНК.
С 1939 по 1940 рік виборність керівництва була відтворена. Головою УНК був обраний М.Нетребенко, а потім — О.Вітковський. У той же рік японці почали згортати діяльність УНК у Маньчжурії.
У 1941 керівником УНК став В. Кулябка-Корецький. Він пішов на співпрацю з російськими емігрантськими організаціями та зареєстрував Колонію у «Бюрі для справ російських емігрантів».
У квітні 1944 року завдяки поступкам японської адміністрації вдалось обрати новий уряд. Головою УНК знов став О. Вітковський, який повернув діяльність організації до виконання первинних функцій, її діяльність почала поступово повертатися до визначених у статуті завдань.
УНК припинила своє існування у серпні 1945 року, коли до Маньчжурії вступили радянські війська. Сотні діячів УНК біли арештовані (у тому числі О. С. Вітковський, М. Я. Нетребенко, І. П. Шевченко, М. І. Заїка), багато з них були розстріляно.

## Видавнича діяльність
У 1934 році УНК посприяла організації україномовного радіомовлення на Далекому Сході.
УНК випустила у Харбіні два примірника «Вісті Української Національної Колонії в Манджу-Го» — у 1936 та 1937 році.